# Сычёв, Владимир Васильевич (учёный)
Владимир Васильевич Сычёв (Пустой шаблон {{ВД-Преамбула}} ) — советский и российский учёный в области аэромеханики, член-корреспондент Академии наук СССР (1979).

## Биография
Отец был потомственным кожевником, участвовал в Первой мировой войне, капитан, с 1920 года жил в Москве. Мама — из дворян.
Среднюю школу, с отличием, окончил в 1941 году. Как отличник учёбы без экзаменов был принят в Московский авиационный институт. Занятия в институте прекратились в середине октября 1941 года, институт был эвакуирован в Алма-Ату. Сычёв по совету отца остался в Москве, был призван на военную подготовку, с февраля 1942 года вновь начал обучение в институте. В это же время там учились Ю. Д. Шмыглевский, М. Н. Коган, П. И. Чушкин. Лекции читали и семинарские занятия вели выдающиеся учёные — Л. И. Седов (математический анализ), С. А. Христианович (теоретическая аэродинамика), А. А. Дородницын, И. Е. Козелевич (теория функций комплексного переменного), Е. С. Щетинков (воздушно-реактивные двигатели), В. Ф. Болховитинов (динамическая компоновка ракет и реактивных самолётов), М. В. Мельников (жидкостные реактивные двигатели). Впоследствии В. В. Сычёв вспоминал, что особое впечатление на него производили лекции Л. И. Седова, даже в нетопленном помещении самый вид которого внушал оптимизм и уверенность в победе над фашистами.
Окончил Московский авиационный институт (1948) и был направлен в Центральный аэрогидродинамический институт (ЦАГИ) в отдел А. А. Дородницына.
Работал в ЦАГИ с 1948 года, в конце 1948 года поступил в аспирантуру ЦАГИ, кандидат наук (1953, тема диссертации «Расчёт обтекания тел вращения под углом атаки в сверхзвуковом потоке»). С 1952 по 1958 год — начальник отдела фронтовых бомбардировщиков. С 1960 года работал в образованном 8-м (гиперзвуковых течений) отделении ЦАГИ, начальник отделения — заместитель директора ЦАГИ (1960—1979), заместитель директора (1979—1987). Доктор физико-математических наук (1964).
С 1954 года преподавал в Московском физико-техническом институте (с 1965 года профессор). Зав. кафедрой аэрогидродинамики ФАЛТ (1966—2003). Заслуженный профессор МФТИ (2003)
Построил теорию течения газа около тонких тел при произвольных углах атаки. Создал теорию энтропийных слоёв. Нашёл ряд решений уравнений вязких гиперзвуковых течений. Разработал асимптотическую теорию отрыва ламинарного пограничного слоя в несжимаемой жидкости.
Под руководством В. В. Сычёва создана гиперзвуковая аэродинамическая труба ЦАГИ Т-117 (1974).
Похоронен на кладбище села Островцы.

## Награды, премии, звания
- Два ордена Ленина, два ордена Трудового Красного Знамени,[1] орден Дружбы народов (1994)[2].
- Благодарность Президента Российской Федерации (16.11.1998)[3].
- Лауреат премии имени Н. Е. Жуковского (1951 — диплом II степени, 1961 — диплом I степени, 1988 — с золотой медалью).
- Член-корреспондент АН СССР c 15.03.1979 — Отделение механики и процессов управления (механика).